# Stowarzyszenie Grupa Historyczna „Zgrupowanie Radosław”
Stowarzyszenie Grupa Historyczna „Zgrupowanie „Radosław”” – stowarzyszenie o charakterze historyczno-patriotycznym, zrzeszające pasjonatów historii Polskiego Państwa Podziemnego, Powstania Warszawskiego oraz II Konspiracji, założone w 2005 roku.

## Historia
SGH „Zgrupowanie „Radosław”” zawiązane zostało na fali obchodów 60 rocznicy Powstania Warszawskiego w 2004 roku. 
Formalną rejestrację, wraz z ustanowieniem statutu przeprowadzono w roku 2008. Od 2015 roku miejscem spotkań i działalności wystawienniczej jest Reduta Banku Polskiego, budynek Wojskowego Przedsiębiorstwa Handlowego. 
Nazwa i tradycje Stowarzyszenia nawiązują do elitarnego powstańczego Zgrupowania Radosław. 
Do roku 2015 Stowarzyszenie podzielone było na sekcje odpowiadające nazwami pododdziałom wchodzącym w skład Zgrupowania Radosław. Stowarzyszenie liczy około 60 aktywnych członków, oraz kilkudziesięciu członków wspierających. Warunkiem członkostwa jest odbycie okresu rekruckiego, trwającego minimum trzy miesiące, oraz zdanie egzaminu i skompletowanie podstawowego wyposażenia.
Założycielem i komendantem Stowarzyszenia jest Tomasz Karasiński. 

## Działalność
Do celów statutowych Stowarzyszenia należy działalność badawcza, edukacja historyczna oraz promowanie wśród społeczeństwa postaw patriotycznych, kultywowanie pamięci o historii Polski, a w szczególności o Polskim Państwie Podziemnym 1939 – 1956 i organizacjach niepodległościowych 1939 -1963. 
Zadania te realizowane są według statutu Grupy poprzez:   
- „Prowadzenie własnej działalności badawczej i wystawienniczej oraz wspieranie inicjatyw służących propagowaniu wiedzy historycznej
- Organizowanie imprez kulturalnych i masowych, wystaw, konkursów, wernisaży artystycznych i innych akcji mających na celu inicjowanie szerszego społecznego zainteresowania powyższą tematyką
- Udział i organizację obchodów rocznicowych i innych przedsięwzięć upamiętniających walkę i męczeństwo narodu polskiego, szczególnie w okresie II wojny światowej i w latach powojennych

- Organizację widowisk i inscenizacji historycznych oraz rekonstrukcji upamiętniających walkę i męczeństwo narodu polskiego”[3]

Od 2005 roku Stowarzyszenie zorganizowało i brało udział w kilku tysiącach wydarzeń o charakterze patriotyczno-historycznym. Do najpoważniejszych projektów należy zaliczyć rekonstrukcje „Czerniaków 44” z roku 2007, „Mokotów 44” z roku 2008, „Stare Miasto 44” zrealizowaną w 2012, „Wola 44” z lat 2014 i 2015, oraz inscenizację „Reduta PWPW” z roku 2016.
W roku 2013 członkowie SGH „Zgrupowanie „Radosław”” wystąpili w filmie „Miasto 44” Jana Komasy, a w 2014 w sezonie serialu Czas honoru poświęconemu Powstaniu Warszawskiemu.
Cyklicznymi wydarzeniami organizowanymi przez „Radosława” jest Katyński Marsz Cieni upamiętniający ofiary zbrodni katyńskiej,  „Noc Muzeów w Reducie Banku Polskiego”, oraz Rajd „Zapory” poświęcony pamięci mjr.cc. Hieronima Dekutowskiego „Zapory” organizowany w rejonie Bełżyc. 
Od 2008 roku Grupa wydaje w każdą rocznicę Powstania Warszawskiego własne pismo.  
Od 2012 roku członkowie Stowarzyszenia biorą udział w pracach ekshumacyjnych prowadzonych przez doktora Krzysztofa Szwagrzyka. 
W 2018 roku Stowarzyszenie nominowane zostało do nagrody Wawa Bohaterom, a w roku 2020 otrzymało nagrody Złoty BohaterON oraz Złoty BohaterON Publiczności w kategorii „Organizacja non-profit”.
W 2019 roku członkowie Stowarzyszenia brali udział w odzyskaniu i przekazaniu do Muzeum Wojska Polskiego sztandaru Pułku 4. Ułanów Zaniemeńskich.
20 lutego 2020 roku członkowie SGH "Zgrupowanie Radosław" uratowali wyrzucone na wysypisko archiwalia po śp. Eugeniuszu Tyrajskim ps. Sęk.
16 września 2021 roku ośmiu członków Stowarzyszenia, w tym dwóch żołnierzy Wojsk Obrony Terytorialnej, zostało odznaczonych przez Ministra Obrony Narodowej Medalem "Za zasługi dla obronności kraju"
W 2023 r. Stowarzyszenie zostało wyróżnione przez Instytut Pamięci Narodowej tytułem „Kustosz Pamięci Narodowej”.
W 2024 r. Stowarzyszenie zostało wyróżnione odznaczeniem Dumni z Powstańców.

## Muzeum Pamięci Powstania Warszawskiego
W ramach działalności Grupy z dniem 1 marca 2018 r. powołane zostało Muzeum Pamięci Powstania Warszawskiego. 
Do zadań muzeum należą gromadzenie, przechowywanie, konserwowanie, udostępnianie i upowszechnianie zbiorów związanych z walką o niepodległość Polski w latach 1939-1963, ze szczególnym uwzględnieniem zbiorów związanych z historią żołnierzy Armii Krajowej i Powstania Warszawskiego.
Zbiór muzealny stanowią pamiątki związane z okresem II wojny światowej oraz II konspiracji, pochodzące z prywatnych kolekcji członków Stowarzyszenia. Wśród cennych eksponatów znajdują się unikatowe dokumenty: meldunki, rozkazy, wnioski awansowe, sprawozdania z walki, jak również pamiątki osobiste, elementy umundurowania, wyposażenia i uzbrojenia Powstańców Warszawskich, oraz liczący kilkaset pozycji przedwojenny księgozbiór. Sporą część zbiorów stanowią także niepublikowane dotąd fotografie z okresu Powstania. Muzeum można zwiedzać po telefonicznym kontakcie, lub w dni otwarte m.in. podczas Nocy Muzeów.
Ze względu na unikalność i wagę zbiorów dotyczących Polskiego Państwa Podziemnego i Armii Krajowej, muzeum i Stowarzyszenie zostało objęte współpracą przez centralne archiwum państwowe - Archiwum Akt Nowych.